# Východní svět

Mapa „východního světa“ definovaného jako „Dálný východ“, sestávající ze tří překrývajících se kulturních bloků: východní Asie (zelená), jihovýchodní Asie (modrá) a jižní Asie (oranžová)

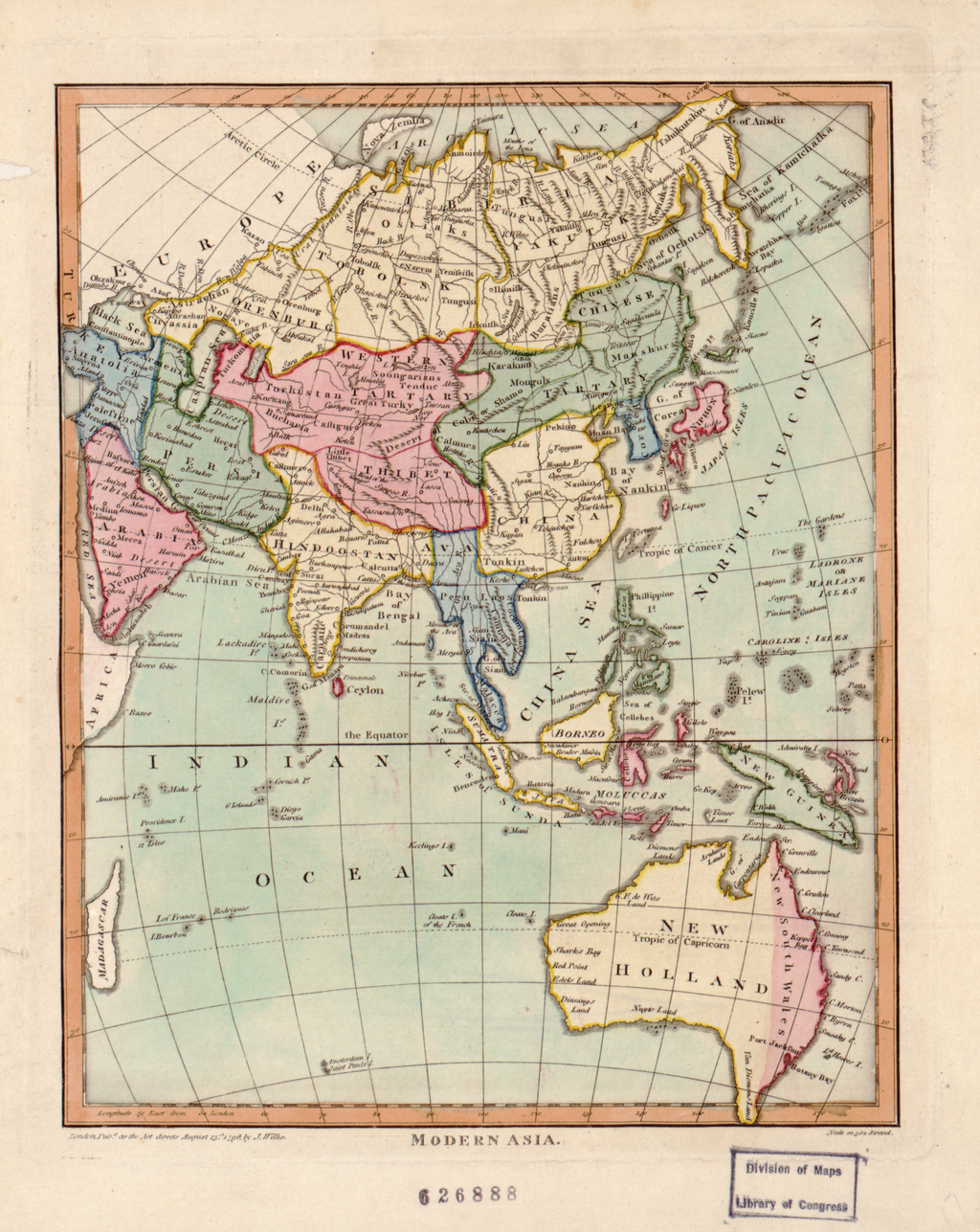
Východní svět na mapě z roku 1796, která zahrnovala kontinenty Asie a Austrálie (tehdy známá jako Nové Holandsko).

Východní svět, také známý jako Východ nebo Orient, je zastřešující termín pro různé kultury nebo sociální struktury, národy a filozofické systémy, které se liší v závislosti na kontextu. Nejčastěji zahrnuje minimálně část Asie nebo, geograficky, země a kultury na východ od Evropy, středomořského regionu a arabského světa, konkrétně v historickém (předmoderním) kontextu a v moderní době v kontextu orientalismu. Často je považován za protějšek západního světa.
Různé regiony zahrnuté v tomto termínu se liší, je těžké je zobecnit a nemají jediné sdílené společné dědictví. Ačkoli různé části východního světa sdílejí mnoho společných pramenů, především tím, že jsou na globálním jihu, nikdy se historicky kolektivně nedefinovaly. Termín měl původně doslovný zeměpisný význam, odkazoval na východní část Starého světa. Dával do kontrastu kultury a civilizace Asie s kulturami a civilizacemi Evropy (nebo západního světa). Tradičně sem patří Kavkaz, střední Asie, východní Asie, jižní Asie, jihovýchodní Asie a západní Asie.
Koncepčně je hranice mezi východem a západem spíše kulturní než geografická, v důsledku čehož jsou Austrálie a Nový Zéland typicky přiřazovány k Západu, zatímco středoasijské národy bývalého Sovětského svazu, dokonce s výrazným západním vlivem, jsou přiřazovány k Východu. Kromě velké části Asie a Afriky Evropa úspěšně absorbovala téměř všechny společnosti Oceánie a Ameriky do západního světa.
Arménie, Gruzie, Izrael a Filipíny, které jsou všechny geograficky umístěny ve východním světě, jsou považovány alespoň částečně za westernizované kvůli kulturnímu vlivu Evropy a/nebo Spojených států. Filipíny mají na rozdíl od sousedních zemí zejména většinovou křesťanskou populaci.

## Politika identity

### Asijské koncepty
Ačkoli koncept singulární „asijské rasy“ existuje, tato myšlenka je sporná.[zdroj?] Historicky se lidé v Asii rozdělovali do různých „ras“ podle oblasti, kde žili. Například východní Asiaté byli kdysi klasifikováni jako „mongoloidi“, zatímco lidé v jiných asijských regionech nikoli. Asie se také skládá z mnoha různých zemí, etnických skupin a kultur. Tento koncept je dále diskutován, protože v některých anglicky mluvících zemích běžný jazyk spojuje „asijskou identitu“ s lidmi východoasijského původu a v jiných kontextech jsou zahrnuti také Jihoasijci. To vylučuje asijské regiony, jako je jihozápadní Asie, které se typicky nepovažují za součást východního světa; to zahrnuje například arabské národy, Izrael, Turecko a Írán.
Asijské kultury mají často silné rysy nacionalismu a etnického individualismu, ale přítomnost mnoha různých kultur, prostředí, ekonomik, historických vazeb a vládních systémů často vede ke kulturní identitě specifické pro jednotlivé národy a etnické skupiny, včetně zbytku kontinentu. Lidé z Asie se možná raději neztotožňují se svým kontinentem nebo regionem, ale spíše se svým specifickým národem nebo kulturní skupinou.
Rozdělení na „Východ“ a „Západ“, dříve označované jako Orient a Okcident, je produktem evropské kulturní historie a rozdílu mezi evropským křesťanstvím a kulturami za ním na Východ. S evropskou kolonizací Ameriky se rozdíl mezi Východem a Západem stal globálním. Koncept východní, „indické“ (Indie) nebo „orientální“ sféry byl zdůrazňován představami o rasových, ale i náboženských a kulturních rozdílech. Tyto rozdíly byly artikulovány obyvateli Západu v učené tradici známé jako orientalismus a indologie. Pojem asijské identity lze proto považovat za primárně evropský konstrukt. Zajímavé je, že orientalismus byl jediným západním konceptem sjednoceného východního světa, který se neomezoval na žádný konkrétní region (oblast), ale spíše na celou Asii dohromady.

### Evropské koncepty
Během studené války byl termín „východní svět“ někdy používán jako rozšíření východního bloku, označující Sovětský svaz, Čínskou lidovou republiku a jejich komunistické spojence, zatímco termín „západní svět“ často označoval Spojené státy americké a jejich spojence v NATO, jako je Spojené království.
Tento koncept je často jiným termínem pro Dálný východ – region, který nese značné kulturní a náboženské společné rysy. Východní filozofie, umění, literatura a další tradice se často vyskytují v celém regionu ve velmi důležitých oblastech, jako je populární kultura, architektura a tradiční literatura. Částečně je za to zodpovědné šíření buddhismu a hinduistické jógy.

## Kultura

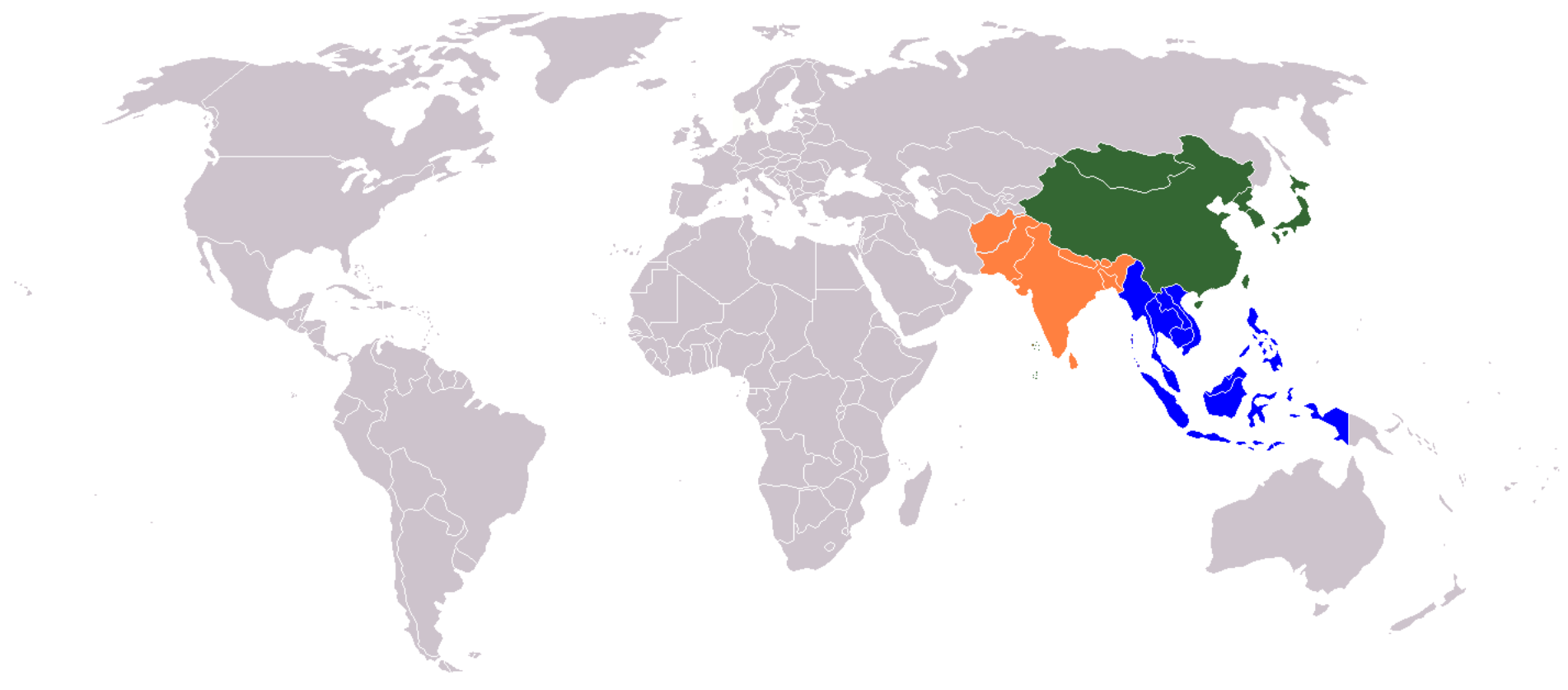
Obraz „východního světa“ definovaného jako „Dálný východ“, sestávající ze tří překrývajících se kulturních bloků: východní Asie (zelená), jižní Asie (oranžová) a jihovýchodní Asie (modrá)

Šíření syrského křesťanství do východní Asie.

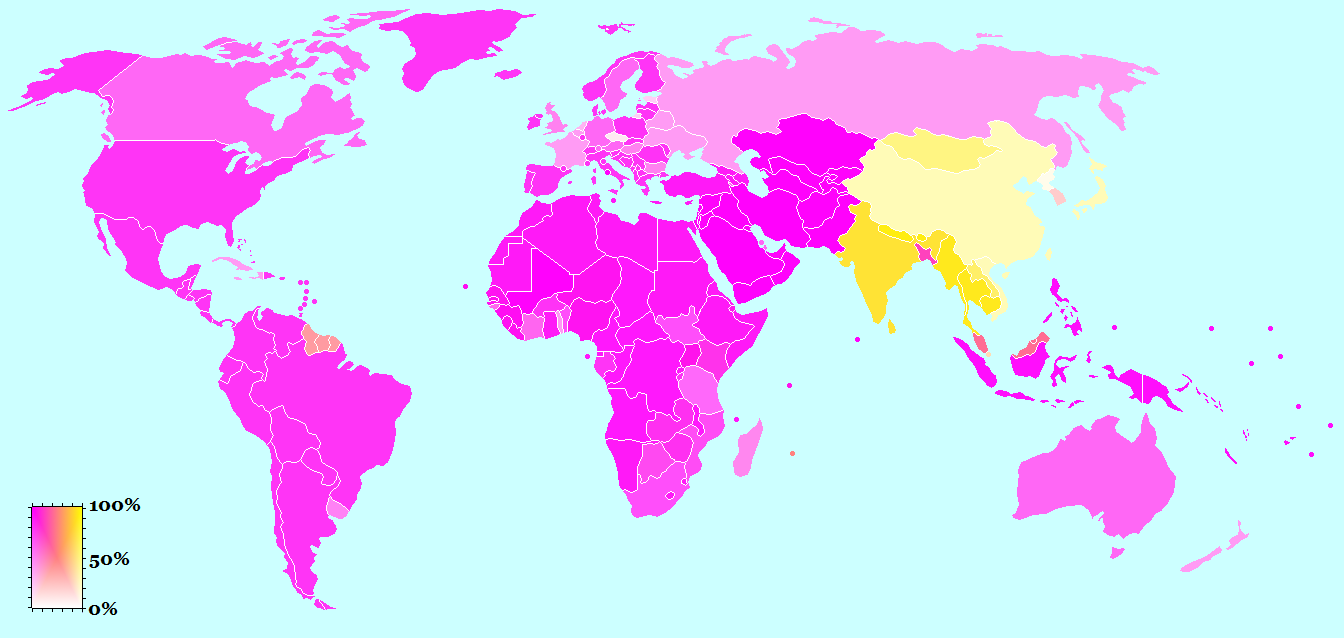
Rozšíření východních náboženství (žlutá), na rozdíl od abrahámovských náboženství (fialová).

Kulturní oblast východní Asie

Mapa Středního východu

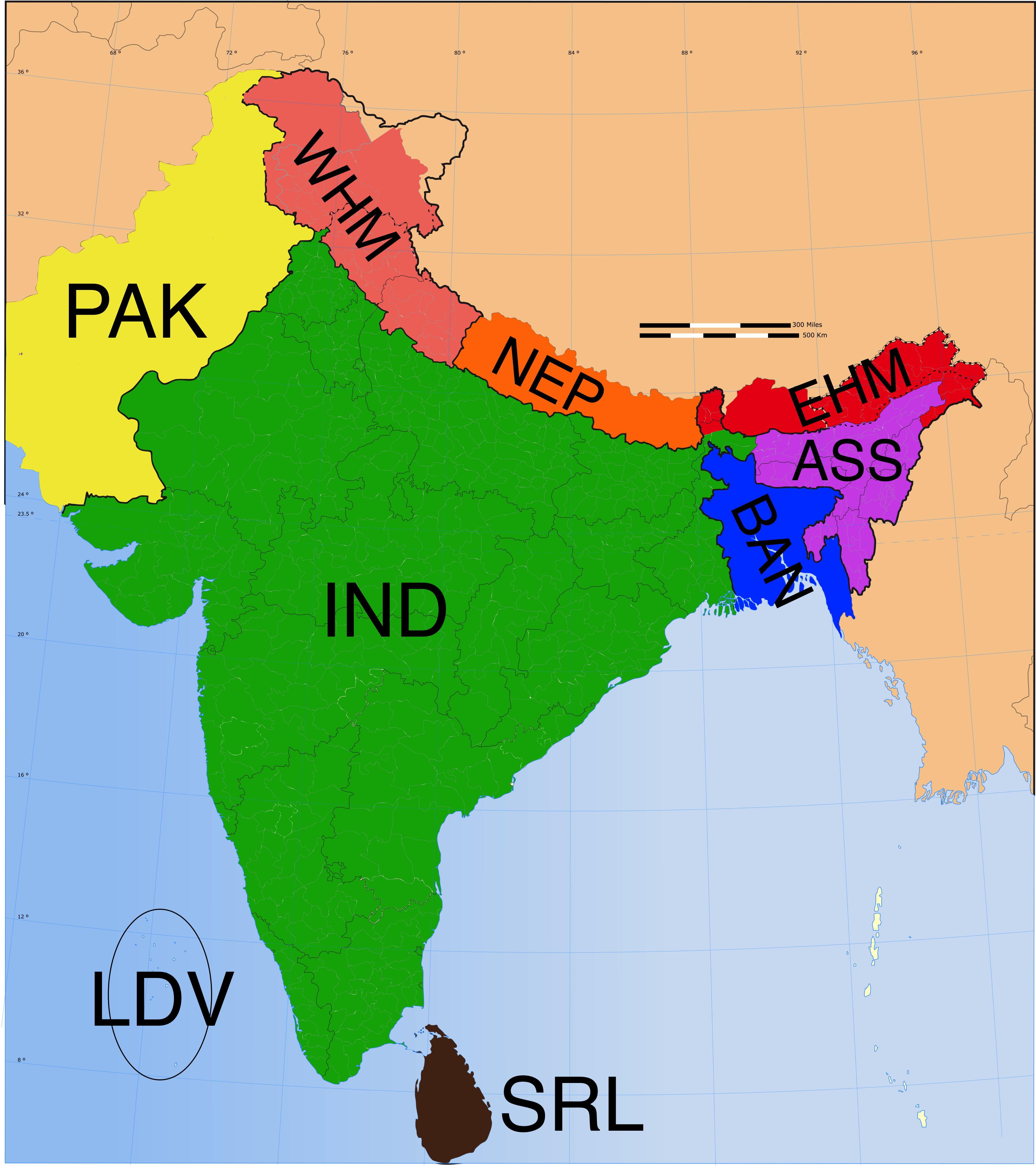
Indická kulturní sféra

Východní kultura vyvinula mnoho témat a tradic. Některé důležité jsou:
- Abrahámovská náboženství (aka západoasijská náboženství)
  - Křesťanství – většina moderního světa se hlásí k této víře, i když na svém rodném kontinentu Asii již není široce praktikována a od té doby, co se víra rozšířila do západního světa, pojem „Evropa“ a „západní svět“ byly důvěrně spjatý s konceptem „křesťanství a křesťanstva“, mnozí dokonce křesťanství připisují úlohu spojovacího článku, který vytvořil jednotnou evropskou identitu.[12] V Asii jsou Filipíny a Východní Timor jedny z mála křesťanských zemí. Ačkoli tam jsou také menšinové křesťanské populace v Levantě, Malé Asii, Farsu a Kérale, které si zachovali svou starověkou víru, hlásící se k syrskému křesťanství (tj. Asyřané a Maronité), východokřesťanské sektě.[13] Významné křesťanské komunity se nacházejí také ve střední Asii, Číně, Hongkongu, Indii, Indonésii, Japonsku, Macau, Malajsii, Jižní Koreji, Singapuru, Tchaj-wanu a Vietnamu.
  - Islám – většina světové muslimské populace vždy žila v Asii, protože islám se v těchto oblastech rozšířil a stal se dominantním náboženstvím.
  - Judaismus – národní náboženství Izraelitů/Hebrejců z Úrodného půlměsíce[14] neboli dnešního Izraele, Palestiny, Jordánska, Sýrie a Libanonu. Nakonec se z nich vyvinuli Židé (zejména aškenázští, sefardští, mizrahijští) a dnešní Samaritáni.
  - Drúzská víra – jsou to esoterické etnoreligiózní skupiny a sídlí především v Sýrii, Libanonu, Izraeli a Jordánsku.[15]
- Zoroastrismus – monoteistické státní náboženství sásanovského Íránu

- Východní náboženství / východní filozofie
  - Indická náboženství
    - Buddhismus – cesta osvobození dosažená skrze vhled do konečné podstaty reality.
    - Hinduismus
    - Džinismus
    - Sikhismus – náboženství, které se rozvinulo na válčících pláních Paňdžábu v atmosféře ideologického střetu mezi islámem a hinduismem. Jeho následovníci si zachovávají duchovní i bojové kvality.

  - Taoická náboženství (aka východoasijská náboženství)
    - Čínské lidové náboženství
    - Konfucianismus – víra, že lidské bytosti jsou učenlivé, zdokonalitelné prostřednictvím osobního a komunitního úsilí, zejména včetně sebekultivace a sebetvoření.
    - Šintoismus
    - Taoismus

- Asijská kinematografie
  - Čínská kinematografie
  - Hongkongská kinematografie
  - Indická kinematografie
  - Íránská kinematografie
  - Izraelská kinematografie
  - Japonská kinematografie
  - Korejská kinematografie
  - Pákistánská kinematografie
  - Palestinská kinematografie
  - Filipínská kinematografie
  - Turecká kinematografie
  - Egyptská kinematografie
  - Libanonská kinematografie
  - Kuvajtská kinematografie
  - Bahrajnská kinematografie
  - Kinematografie Spojených arabských emirátů
- Blízkovýchodní kuchyně
  - Arabská kuchyně
  - Arménská kuchyně
  - Asyrská kuchyně
  - Ázerbájdžánská kuchyně
  - Bahrajnská kuchyně
  - Kyperská kuchyně
  - Egyptská kuchyně
  - Kuchyně Spojených arabských emirátů
  - Íránská kuchyně
  - Irácká kuchyně
  - Izraelská kuchyně
  - Jordánská kuchyně
  - Kurdská kuchyně
  - Kuvajtská kuchyně
  - Libanonská kuchyně
  - Levantská kuchyně
  - Mizrachimská kuchyně
  - Ománská kuchyně
  - Palestinská kuchyně
  - Katarská kuchyně
  - Saúdskoarabská kuchyně
  - Syrská kuchyně
  - Syrsko-židovská kuchyně
  - Turecká kuchyně
  - Jemenská kuchyně
- Jihoasijská kuchyně
  - Afghánská kuchyně
  - Bengálská kuchyně
  - Bhútánská kuchyně
  - Indická kuchyně
  - Maledivská kuchyně
  - Nepálská kuchyně
  - Pákistánská kuchyně
  - Srílanská kuchyně
- Středoasijská kuchyně
  - Bucharsko-židovská kuchyně
  - Kazašská kuchyně
  - Kyrgyzská kuchyně
  - Tádžická kuchyně
  - Turkmenská kuchyně
  - Uzbecká kuchyně
- Východoasijská kuchyně
  - Čínská kuchyně
    - Kantonská kuchyně
      - Hongkongská kuchyně
      - Macaoská kuchyně

    - Šanghajská kuchyně
    - Tchajwanská kuchyně

  - Japonská kuchyně
  - Korejská kuchyně
    - Severokorejská kuchyně

  - Mongolská kuchyně
- Kuchyně jihovýchodní Asie
  - Brunejská kuchyně
  - Myanmarská kuchyně
  - Kambodžská kuchyně
  - Kuchyně Vánočního ostrova
  - Východotimorská kuchyně
  - Filipínská kuchyně
  - Indonéská kuchyně
  - Laoská kuchyně
  - Malajská kuchyně
  - Singapurská kuchyně
  - Thajská kuchyně
  - Vietnamská kuchyně
- Orientální medicína
  - Ájurvéda
  - Čínská medicína
  - Kanpó
  - Tradiční korejská medicína
  - Tradiční tibetská medicína
  - Tradiční vietnamská medicína

### Galerie

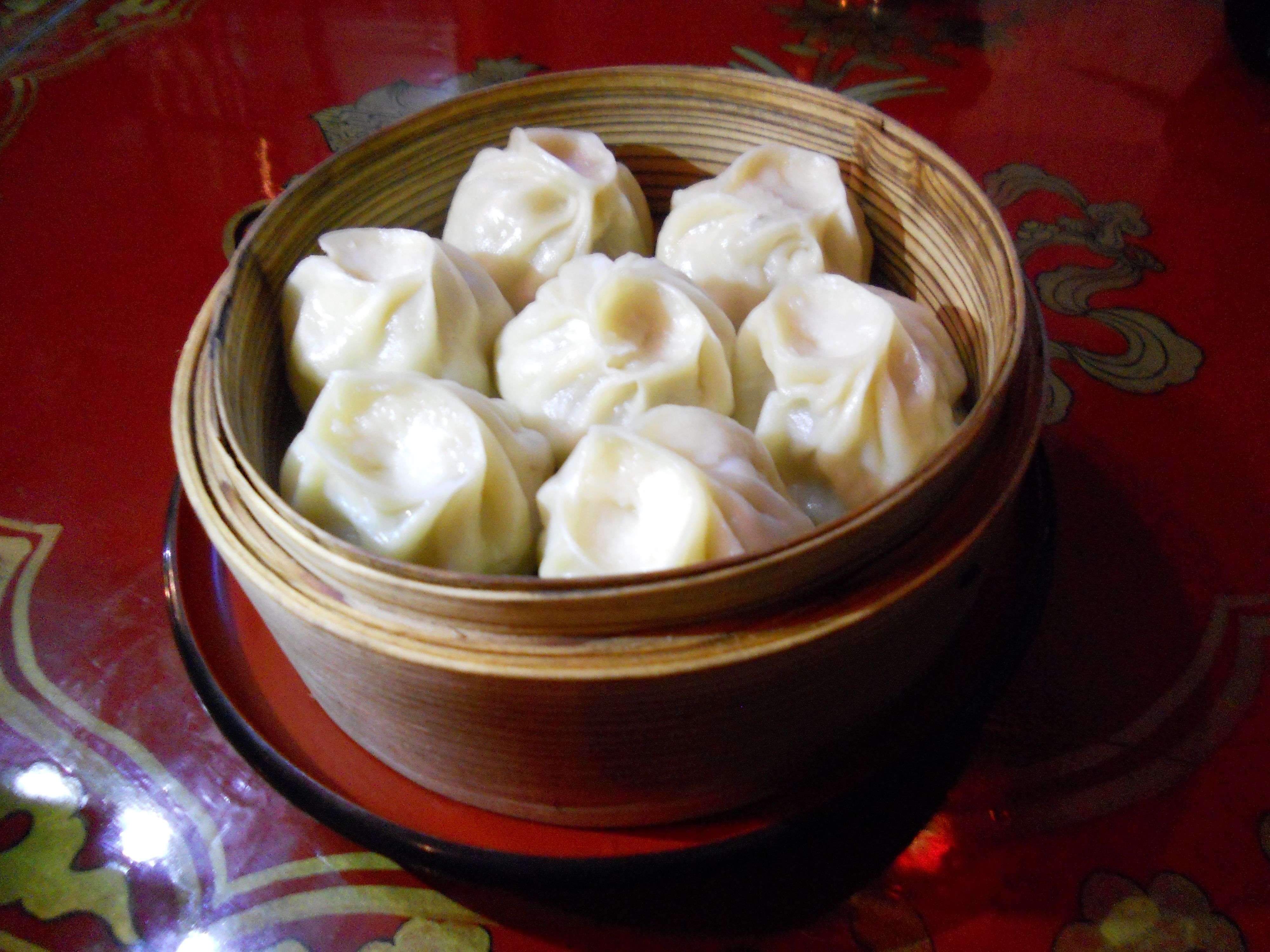
Mongolský búz
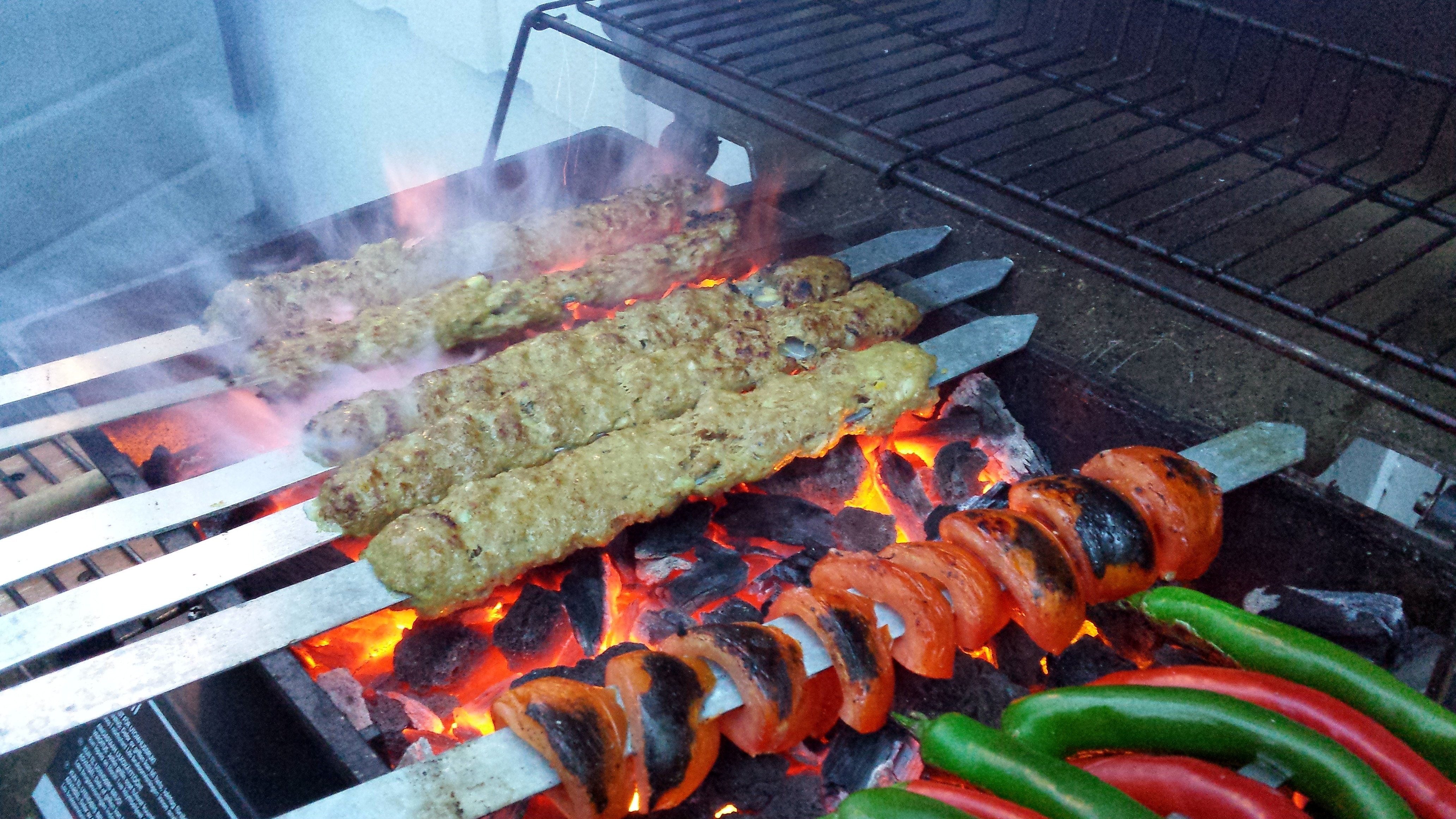
Kebab je oblíbeným jídlem mezi obyvateli Středního východu.
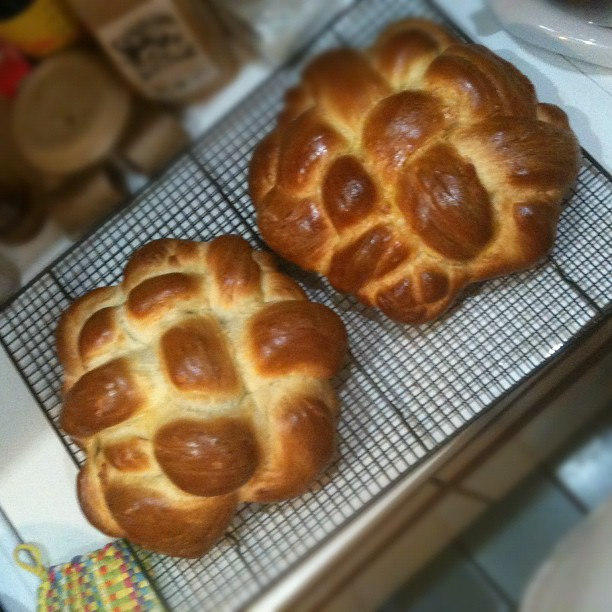
Kulatý chala, speciální chléb v židovské kuchyni.
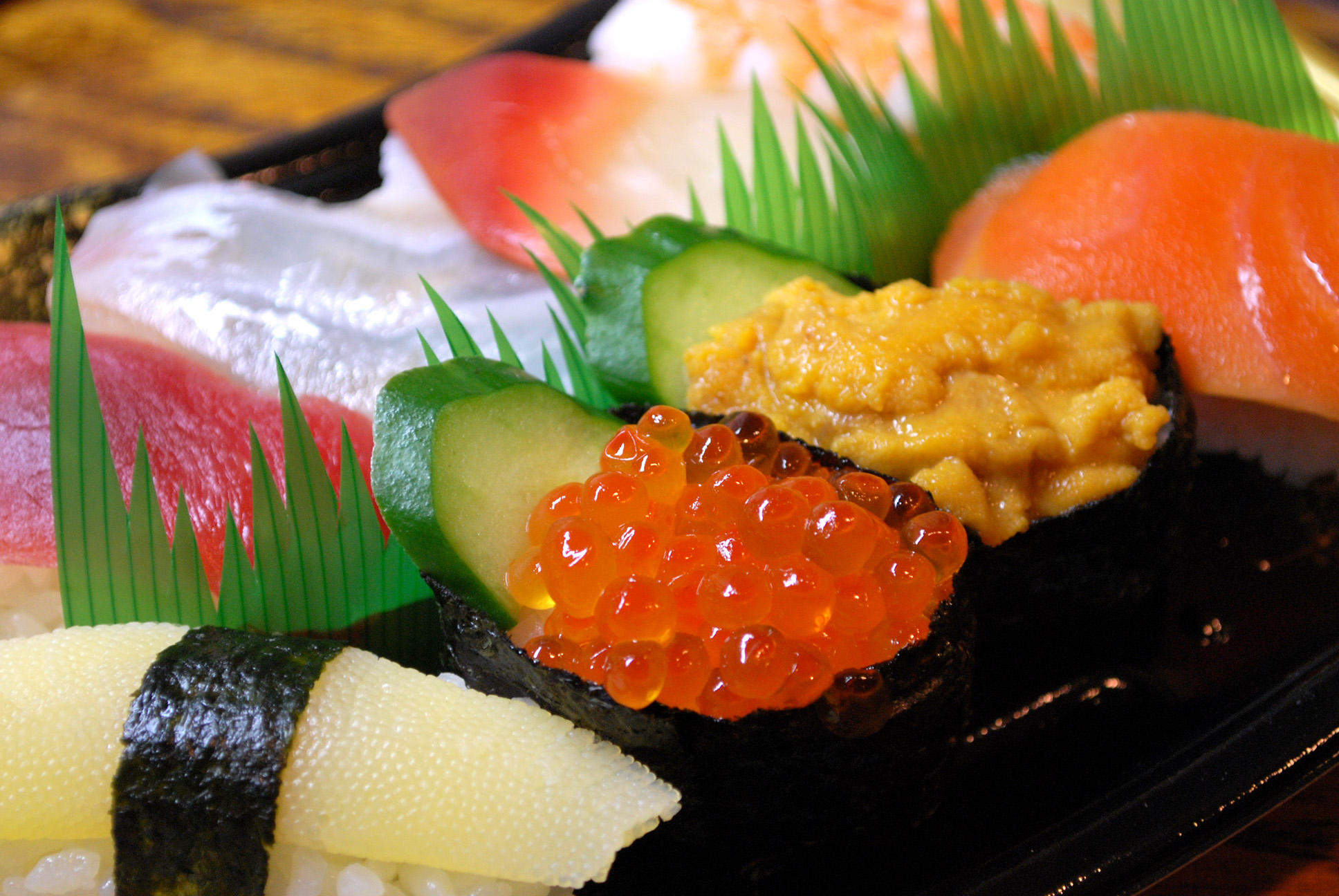
Suši se stalo rozšířeným i mezi obyvateli Západu.
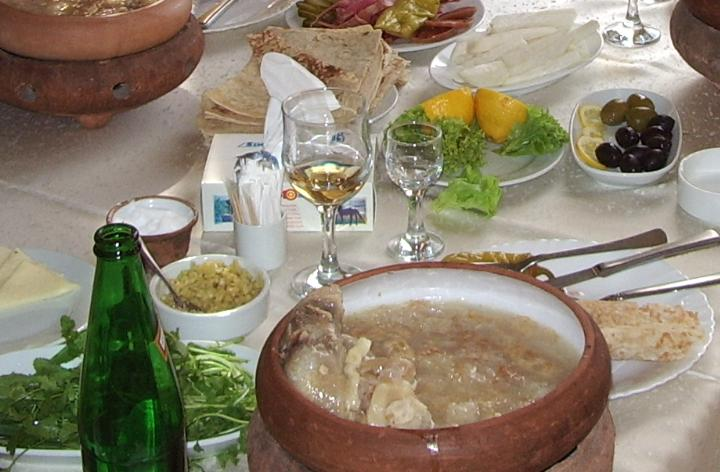
Arménský chaš, který běžně jedí také Asyřané, Arabové a Kurdové.
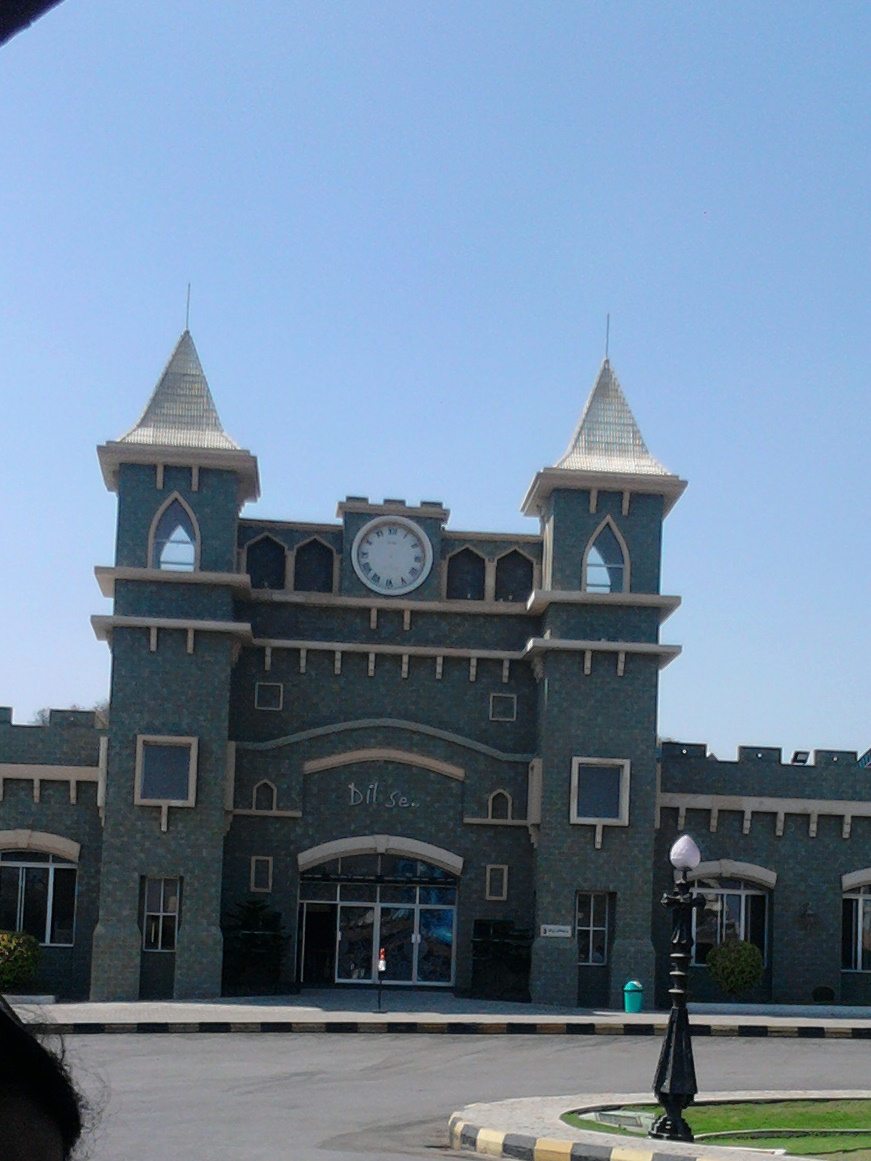
Ramodžiovo filmové město se nachází v Hajdarábádu, je držitelem Guinnessovy knihy rekordů pro největší světové filmové studio.
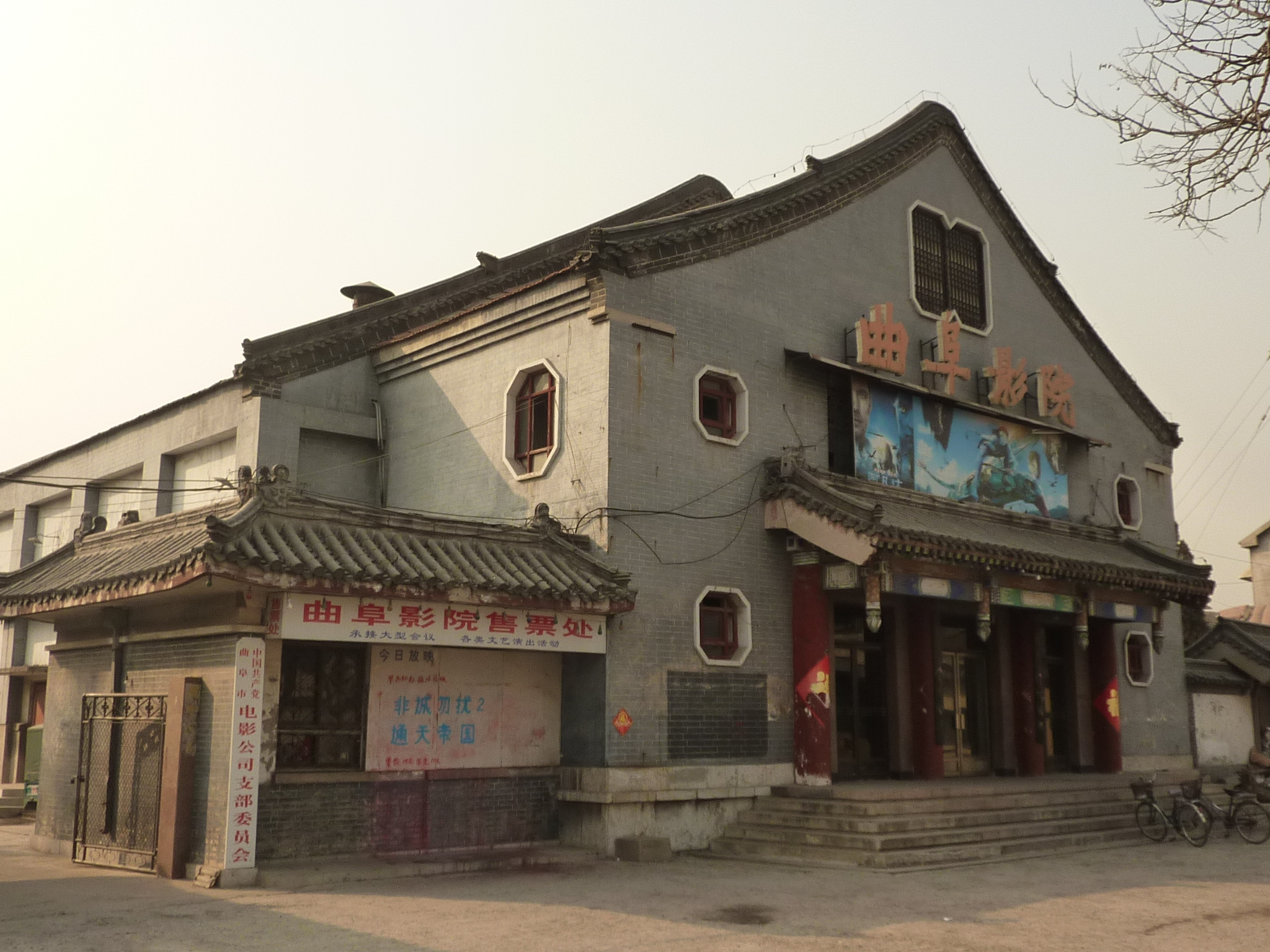
Kino ve Čchü-fu v Šan-tungu
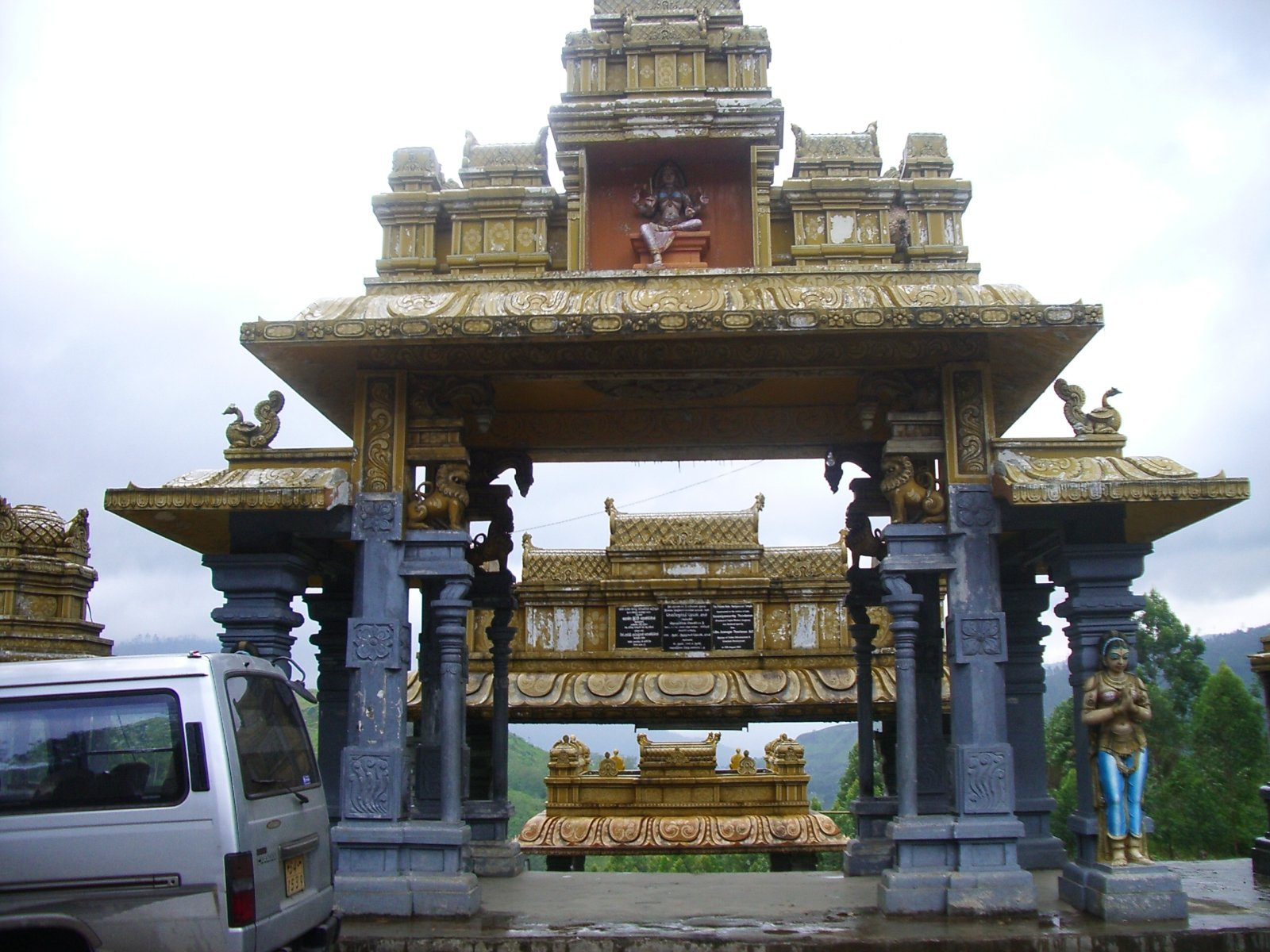
Hinduistický chrám na Srí Lance.
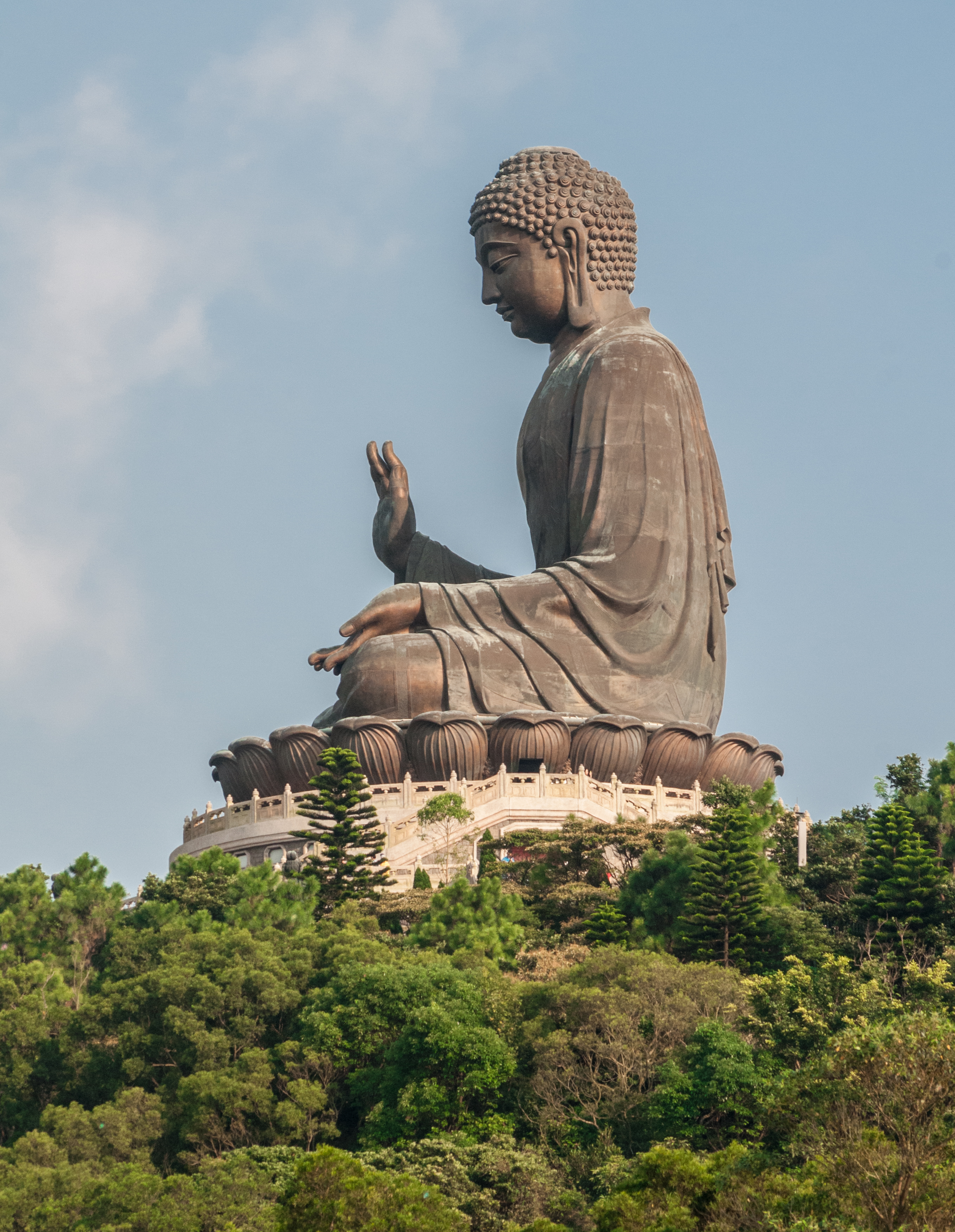
Socha Velkého Buddhy v Hongkongu.
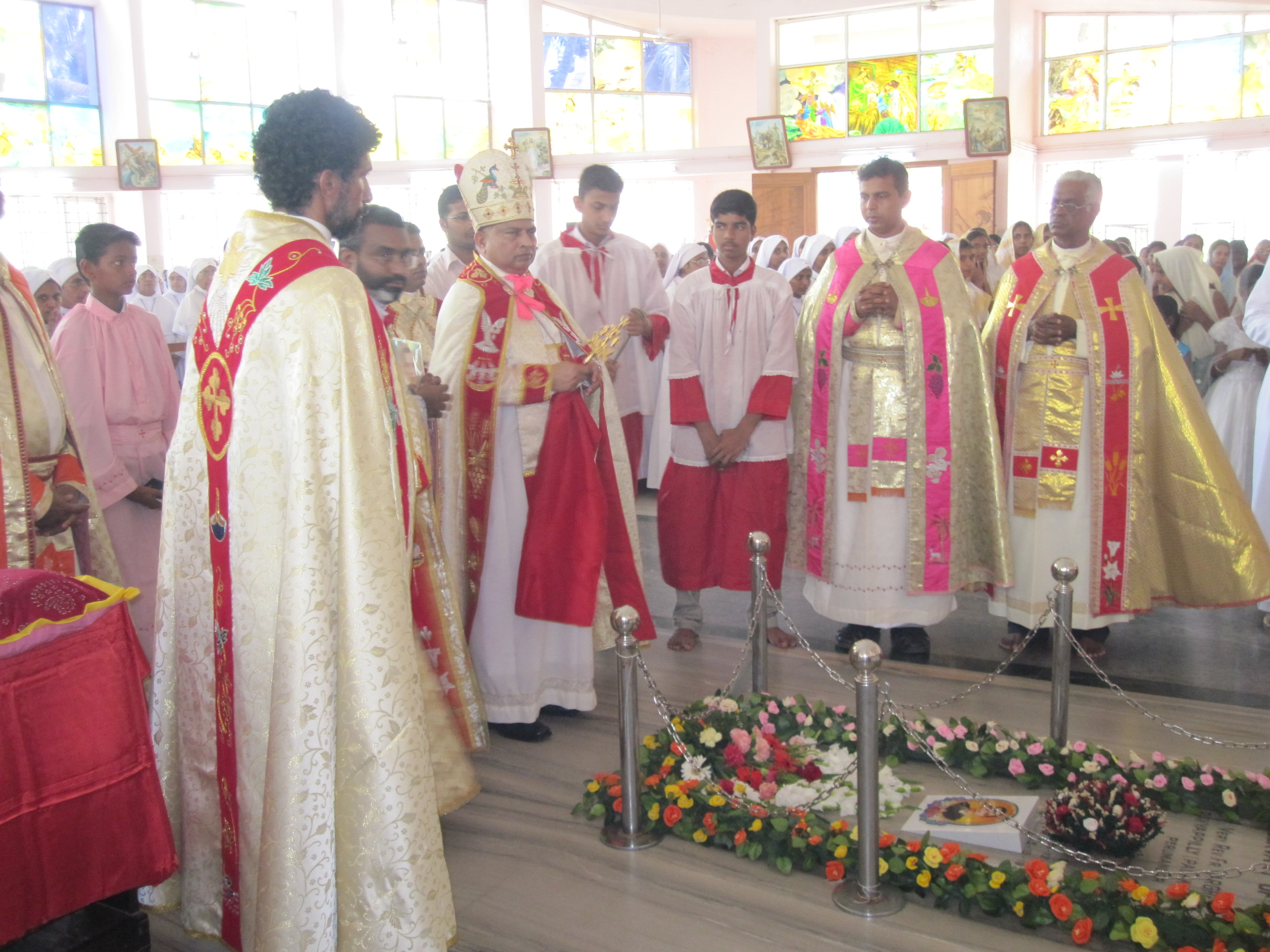
Syrsko-malabarský katolický biskup držící křesťanský kříž Mar Thoma, který symbolizuje dědictví a identitu syrské církve indických křesťanů svatého Tomáše.
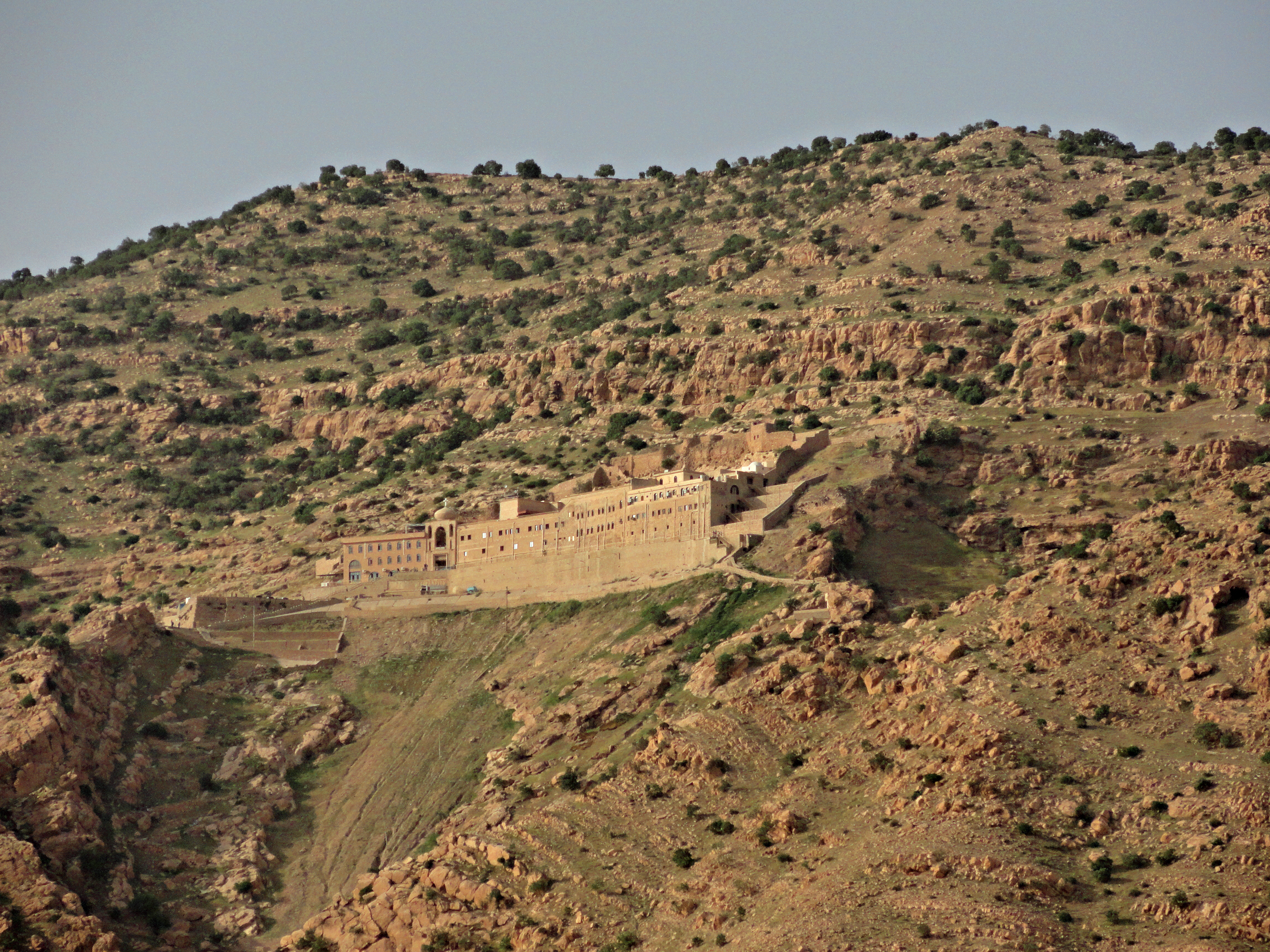
Matoušův klášter, který se nachází na vrcholu hory Alfaf v severním Iráku, je uznáván jako jeden z nejstarších existujících křesťanských klášterů.
Asyrští křesťané od Urmijského jezera v severovýchodní Persii ve svých tradičních krojích.
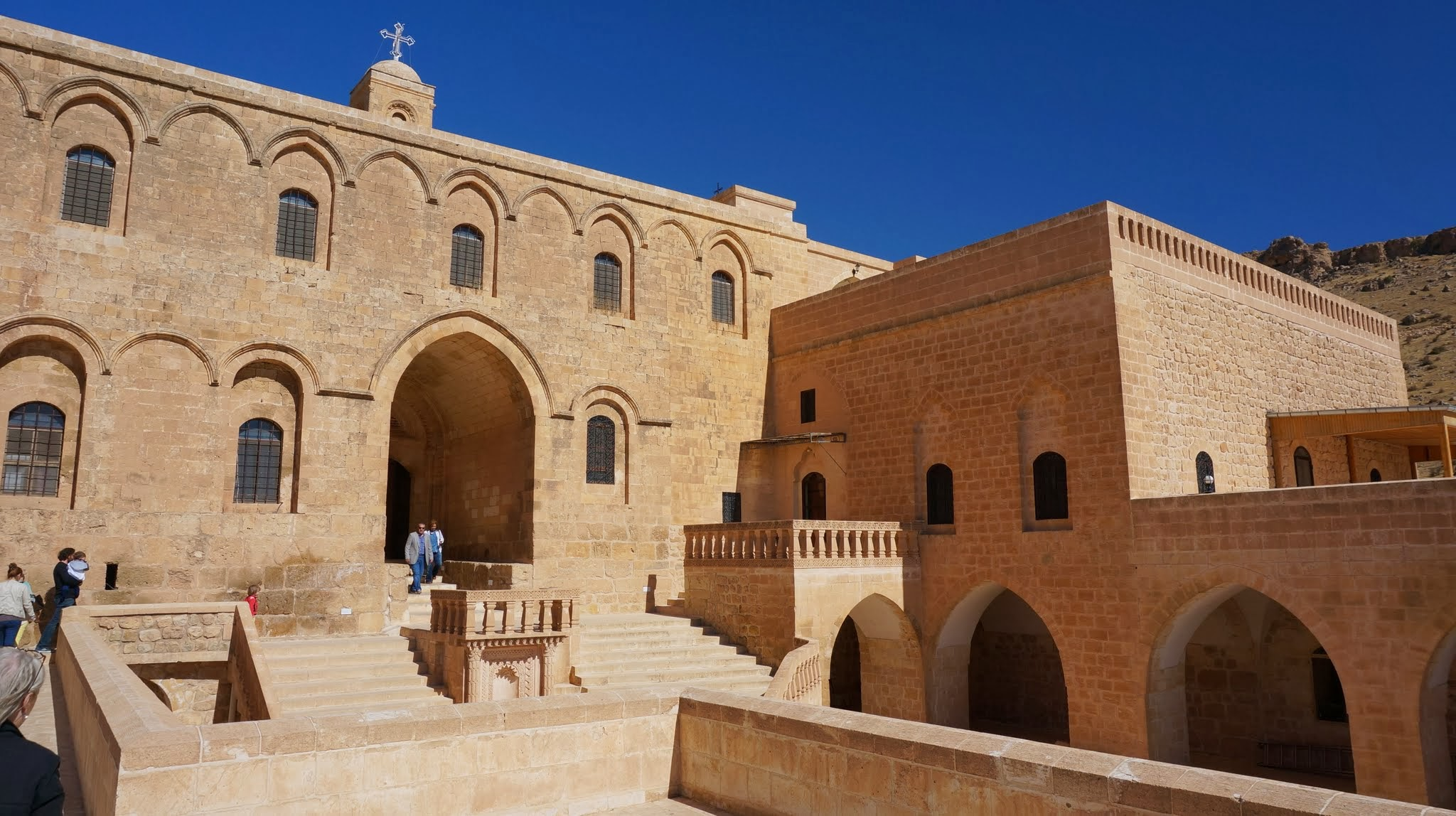
Klášter Mor Hananyo se nachází v syrské kulturní oblasti známé jako Tur Abdin v Turecku.
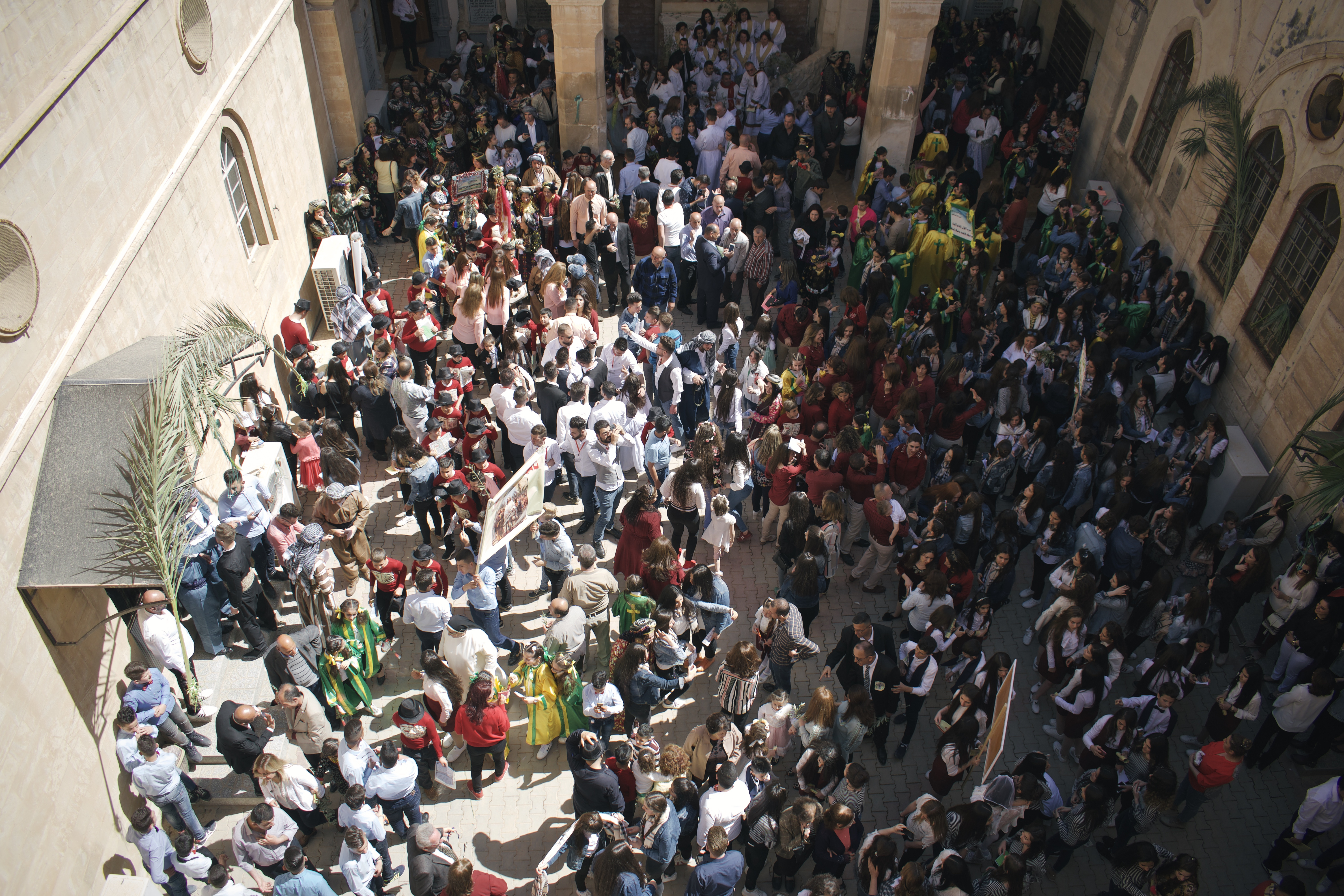
Chaldejská katolická církev ve městě Alqoš v Iráku.
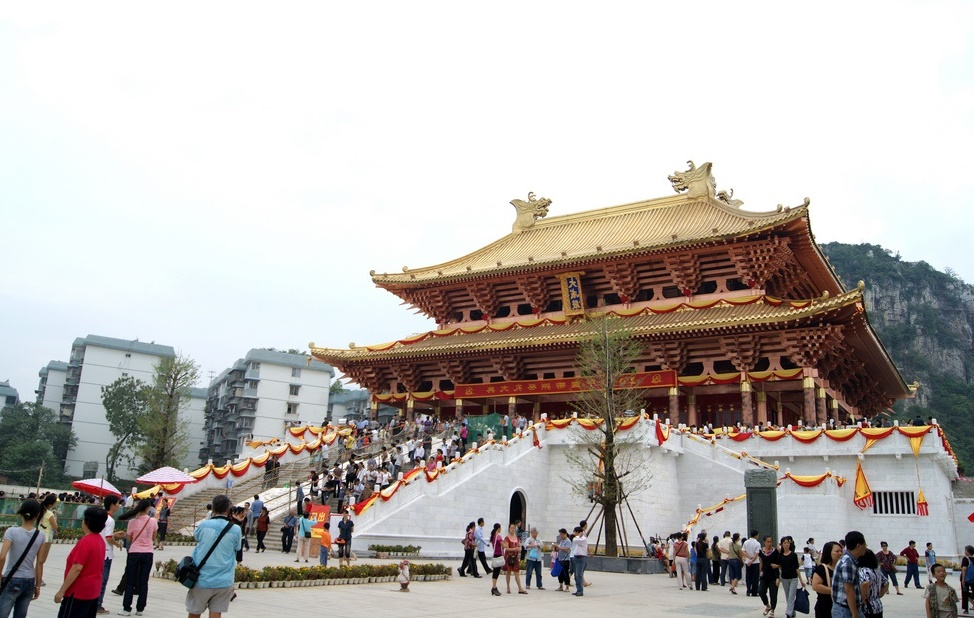
Konfuciův chrám v Liou-čou v Kuang-si.
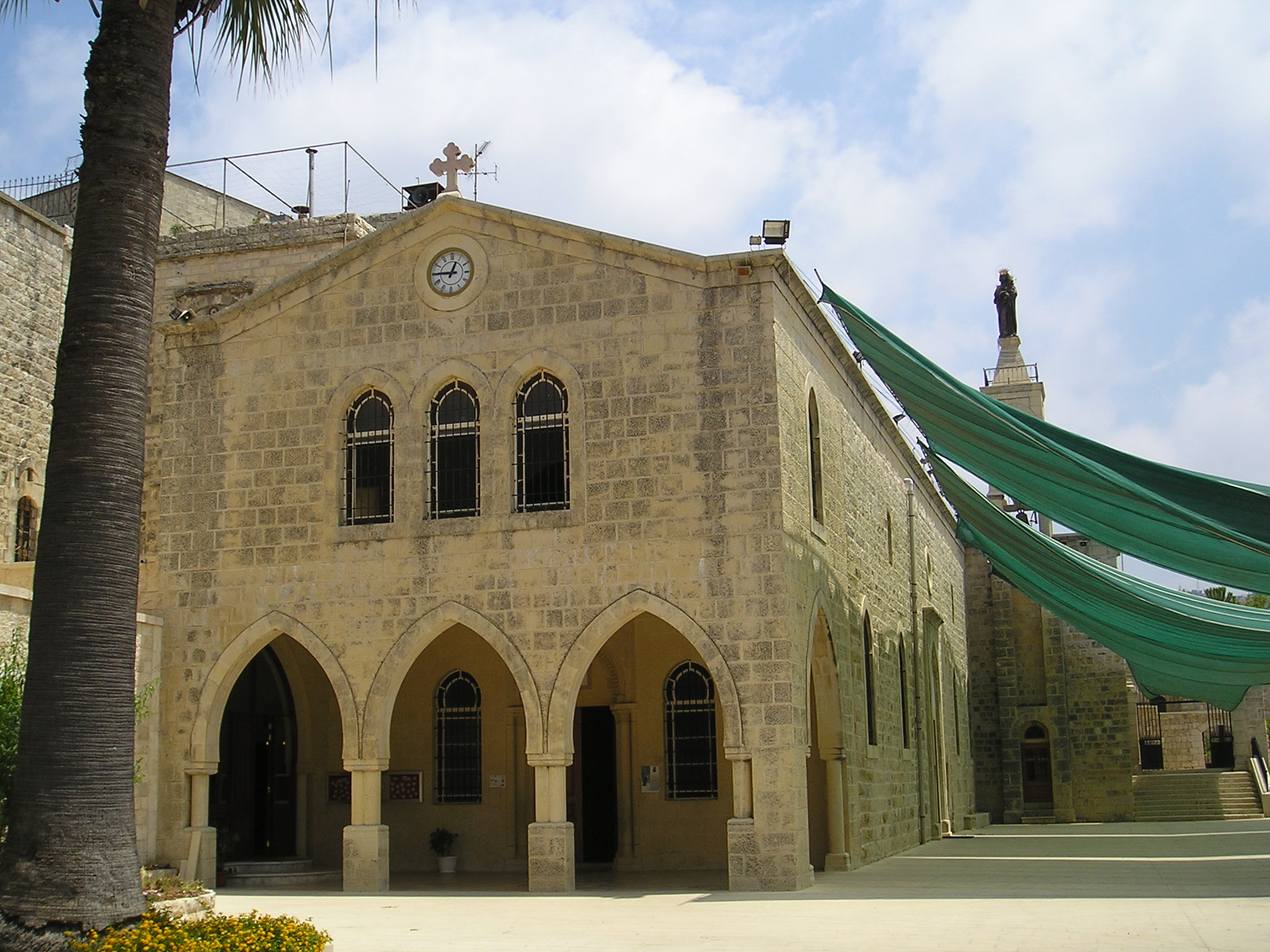
Maronitský kostel v Libanonu.
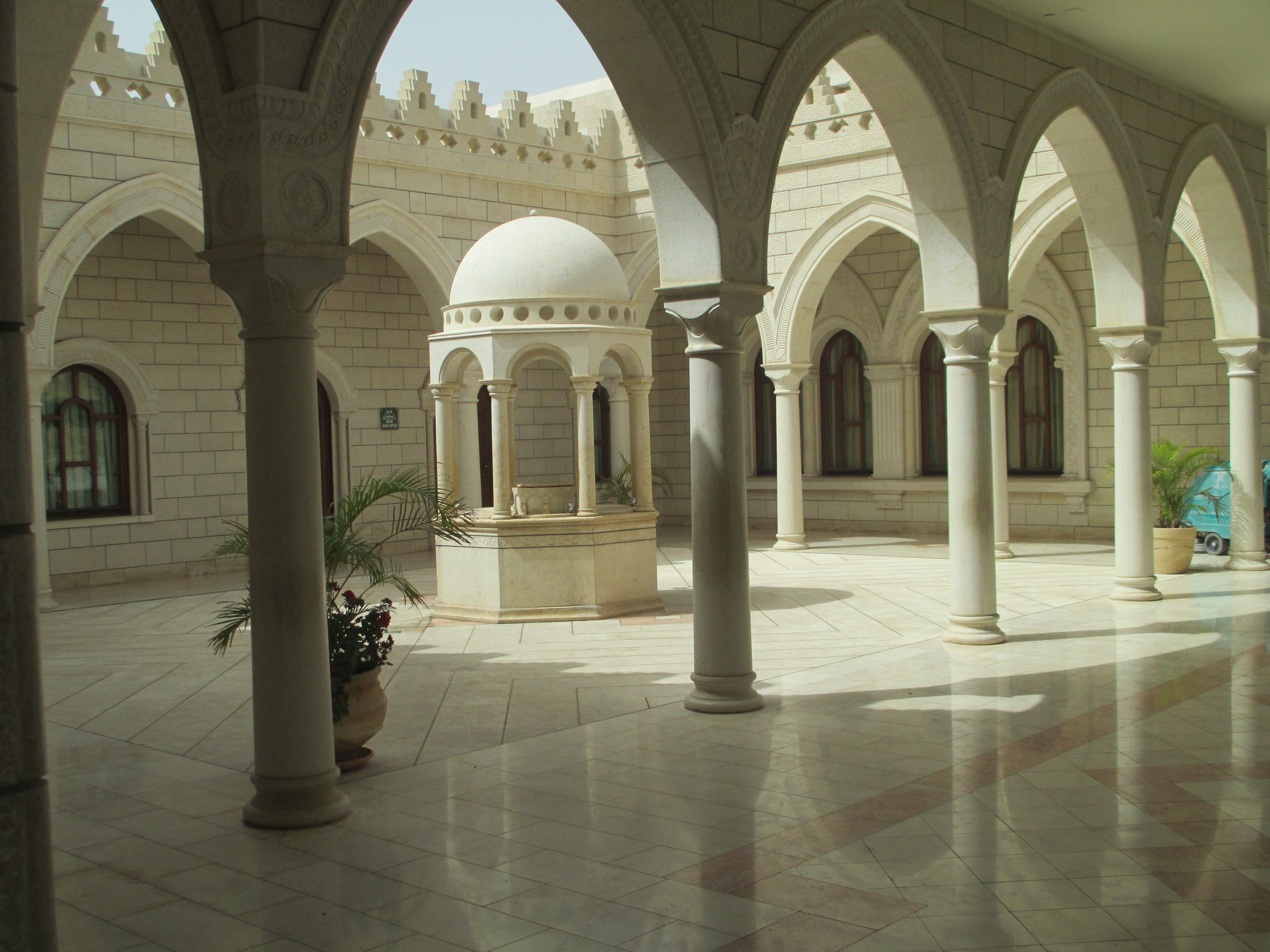
Drúzská maqam nabi šu'ajb.
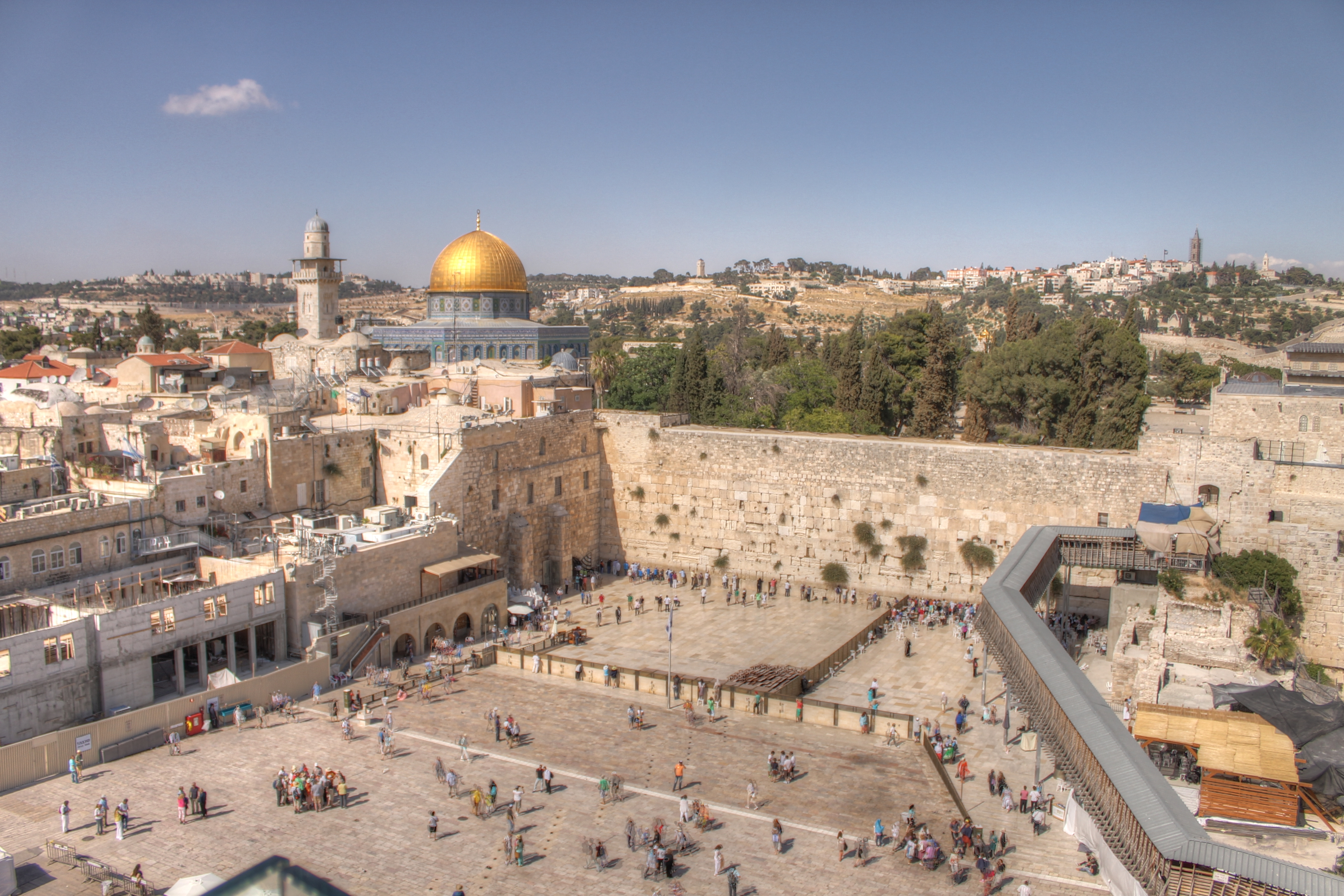
Západní zeď a Skalní dóm v Jeruzalémě.
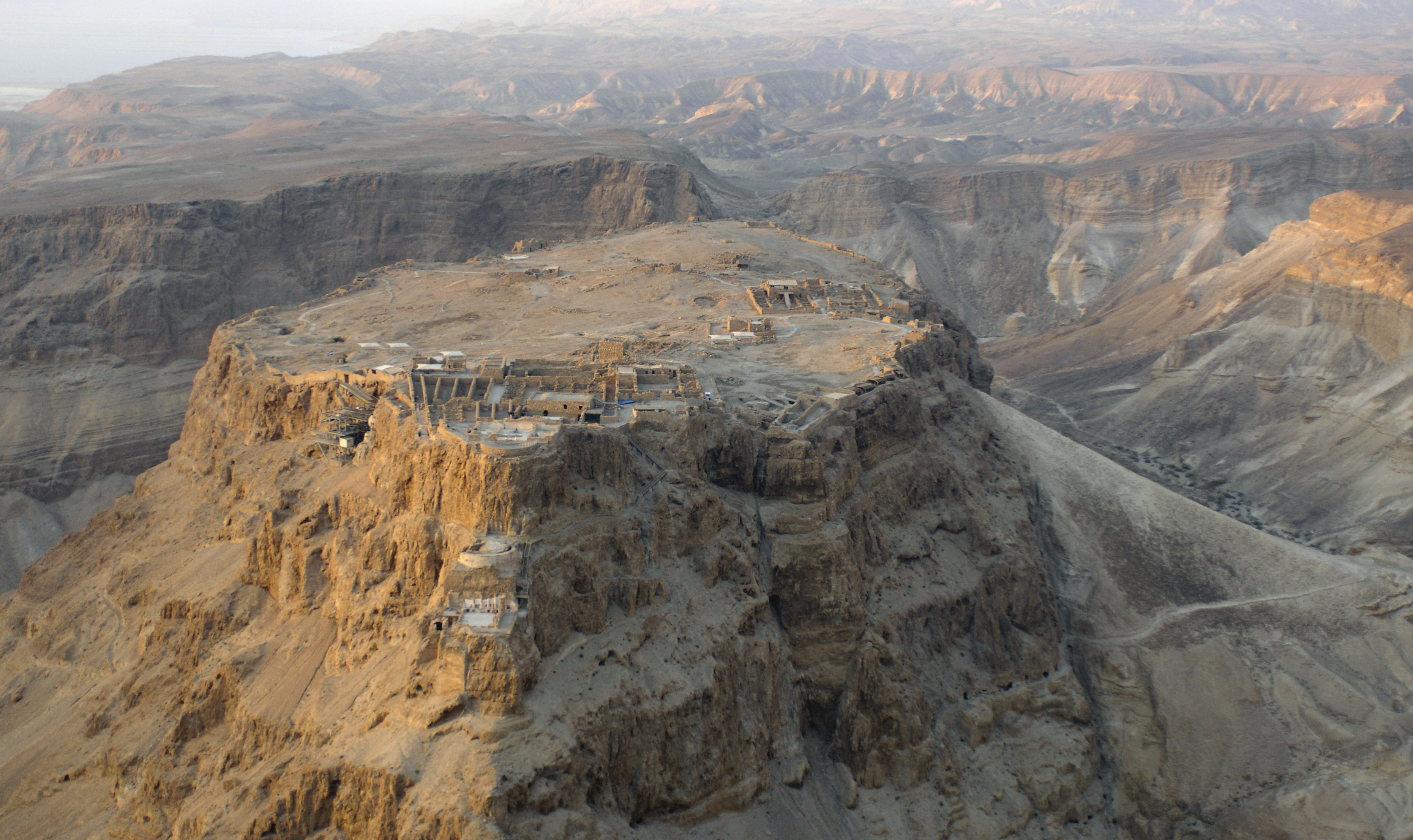
Letecký pohled na Masadu v Izraeli
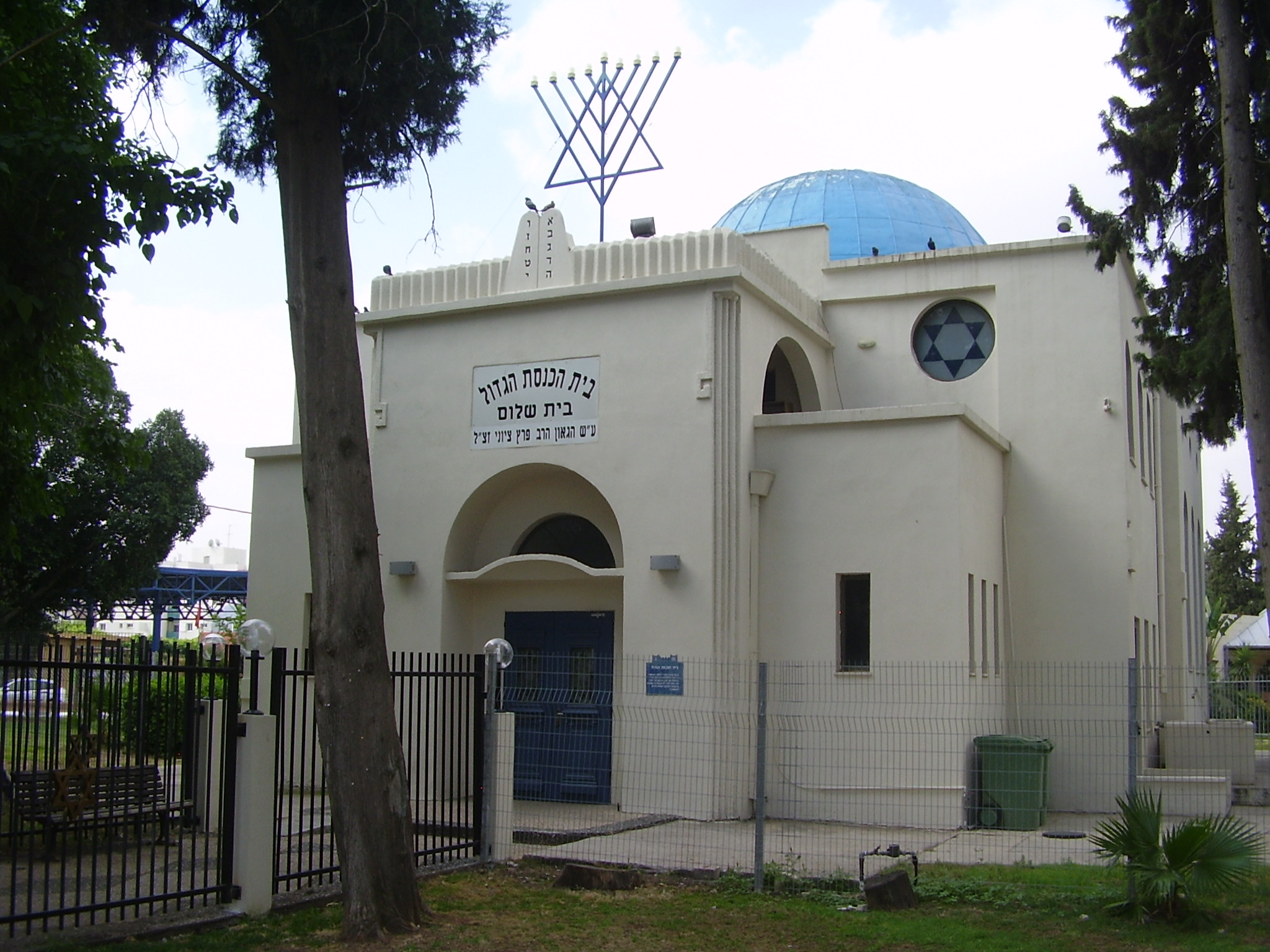
Velká synagoga v Afule v Izraeli
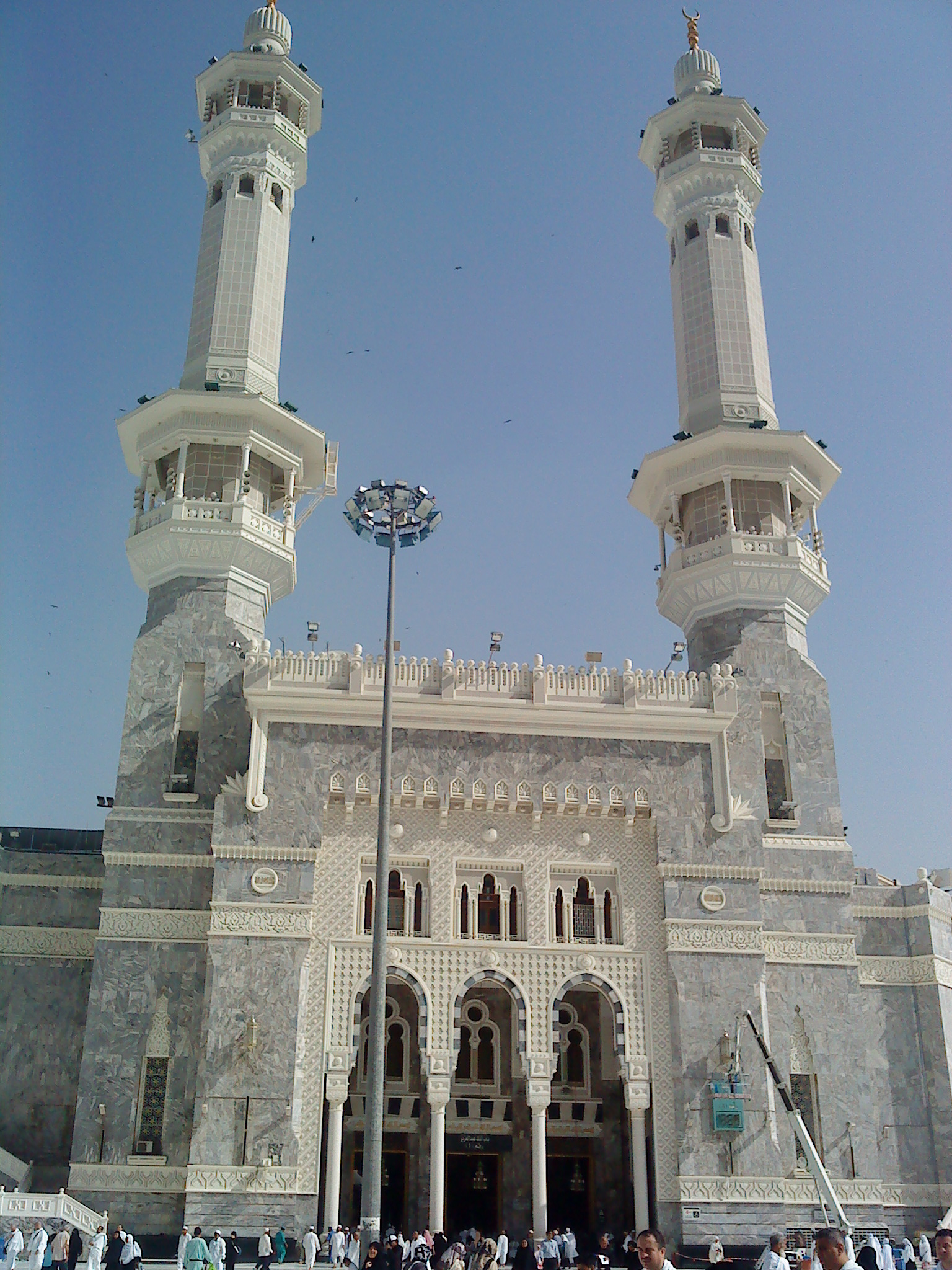
Velká mešita v Mekce v Saúdské Arábii.
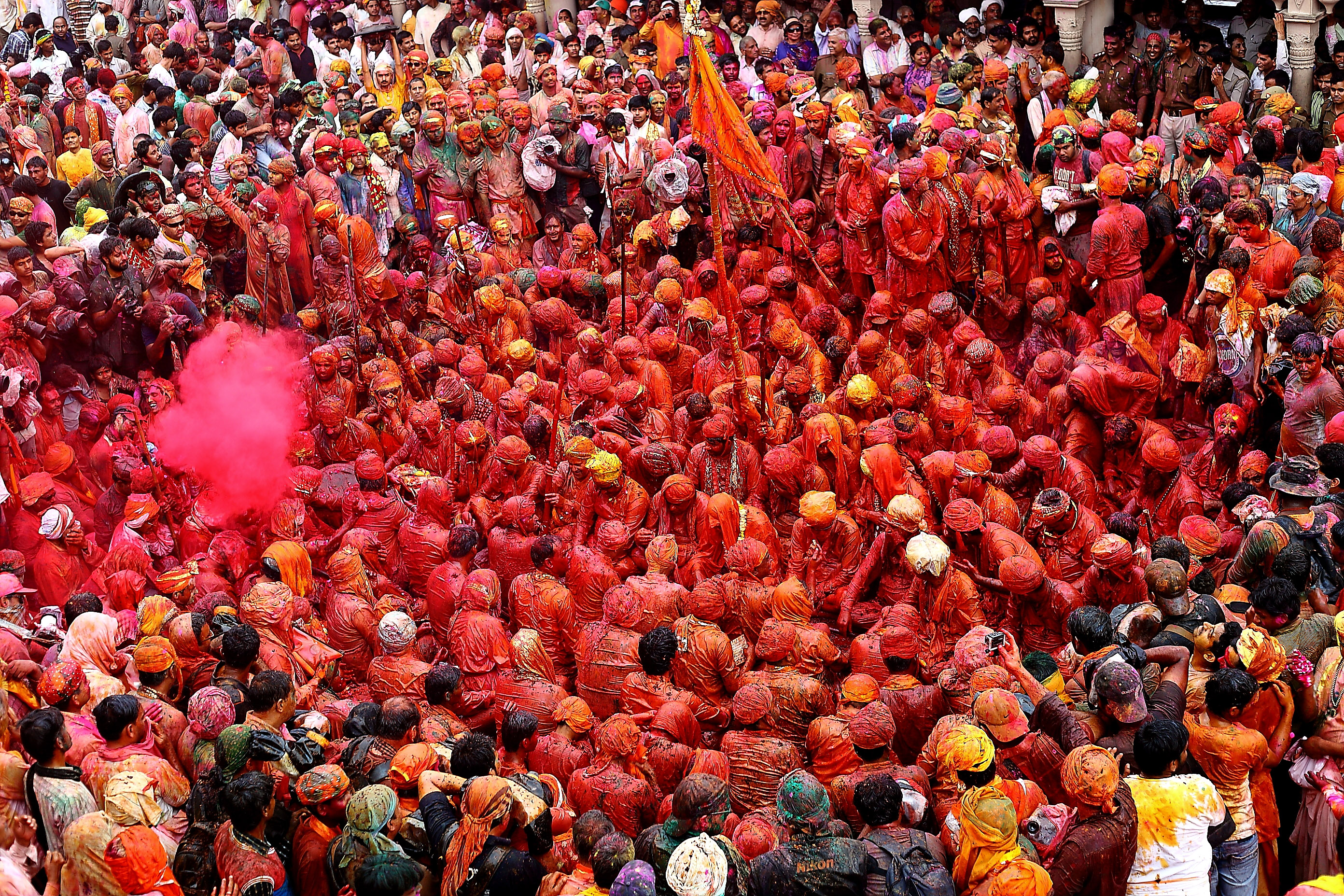
Během oslav Hólí v chrámu Kršna v Mathuře, byly gopíe zalité barvami.
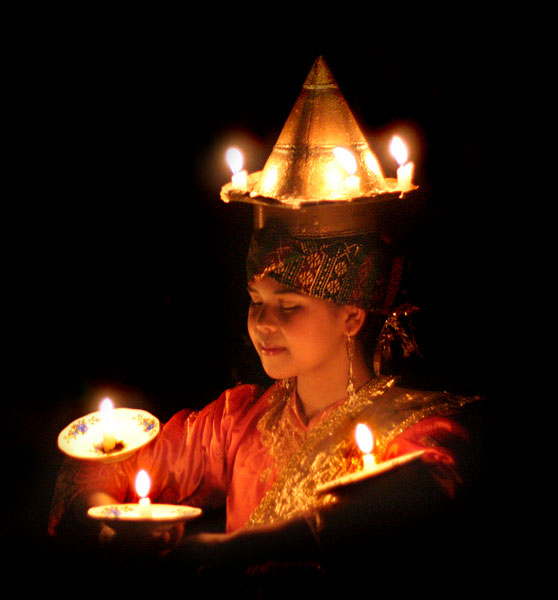
Minangkabaužský Tari Lilin (tanec se svíčkami)
Svatyně Izumo-taiša v Izumu v Japonsku.